# Spoed (seizoen 6)
Reeks 6 van Spoed werd voor de eerste keer uitgezonden tussen 27 oktober 2003 en 26 juni 2004. De reeks telt 26 afleveringen.

## Hoofdcast
- Leo Madder (Luc Gijsbrecht)
- Truus Druyts (Barbara Dufour)
- Aza Declerq (Ilse De Winne)
- Bert Vannieuwenhuyse (Ben De Man)
- Anke Helsen (Vanessa Meurant)
- Marc Lauwrys (Staf Costers)
- Arlette Sterckx (Lies Weemaes)
- Christel Van Schoonwinkel (Kathy Pieters)
- Chadia Cambie (Melinda De Cock)
- Gert Lahousse (Bob Verly)
- Sven De Ridder (Steven Hofkens)

## Vaste gastacteurs
(Personages die door de reeksen heen meerdere keren opduiken)
- Peggy De Landtsheer (Marijke Willems)
- Jos Dom (André Maenhout)
- Marc Peeters (Fred Stevens)
- Hans Van Cauwenberghe (Karel Staelens)

## Verhaallijnen
Het tumult nadat Dieter een granaat in de feestzaal gooide, is enorm. Na de ontploffing wordt alles donker en is er een gaslek. Veel mensen zijn dood. De overlevenden willen zo snel mogelijk naar buiten of hun dierbaren zoeken. Babs en Jos nemen de leiding over de zorg van de overlevenden. Ze vinden Cisse. Jos doet er alles aan om hem erdoor te krijgen, maar tevergeefs. Ondertussen gaan Babs en Kathy op zoek naar andere mensen om te verzorgen, maar velen zijn dood of te zwaargewond. Als Vanessa en Fredje aankomen op het feest, begrijpen ze niets van de wanorde. Babs belt de hulpdiensten en Kathy roept de rest van het team om de overlevenden te verplegen. Lies is ongerust omdat ze pastoor Jo nergens kan vinden, en ook Luc en Marijke zijn nog steeds spoorloos. Ze vinden de pastoor lichtgewond onder een feesttafel, en ook Marijke blijkt opeens terecht. Lies en Marijke gaan Luc dan zoeken. Ze vinden hem lichtgewond. Hij wil al direct helpen met het reanimeren van de mensen. Ondertussen vindt Vanessa Cisse’s lijk onder een zwarte doek. Ze stort in. De ambulances, de brandweer en het arrestatieteam arriveren. Ze gaan op zoek naar Dieter, die nog altijd ergens in het gebouw rondloopt. Hij is razend omdat Luc nog steeds in leven is. Luc gaat naar het ziekenhuis om alles daar in goede banen te leiden en geeft Jos de leiding over de feestzaal. In het noodhospitaal worden de gewonden geselecteerd en naar verschillende ziekenhuizen gebracht. Ook Tom, Lucs zoon, is terecht. Luc gaat onderuit bij het heffen van een patiënt. Hij blijkt een inwendige bloeding te hebben. Bob ziet een verpleger die hij niet kent en houdt hem tegen. Het is Dieter. Hij wordt gelukkig opgepakt. Iedereen neemt afscheid van Cisse. Een week later wordt hij begraven. Het hele team gaat terug aan het werk. Terwijl ze in koffiekamer nog wat herinneringen aan hem ophalen, arriveert de enthousiaste nieuwe ambulancier: Staf Costers. Vooral bij Vanessa schieten zijn grapjes in het verkeerde keelgat. Dieter wordt als ontoerekeningsvatbaar naar een instelling overgebracht. Als hij met verwondingen wordt binnengebracht op de spoeddienst, moet Jos hem verzorgen. Als hij hoort dat hij de moordenaar van Cisse is, laat hij hem gewoon sterven. Jos kan hier niet mee leven en neemt ontslag om met Fien en hun dochtertje Josefien naar Rwanda te gaan. Babs kan enkele maanden stage gaan lopen in Italië. Bob is hier niet blij mee omdat ze net zouden trouwen. Ze wordt tijdelijk vervangen door haar jeugdvriendin dokter Ilse De Winne. Sinds het vertrek van Jos wordt Steven steeds meer ingeschakeld op de dienst. Hij is erg arrogant en niemand kan echt goed met hem overweg. Vooral Mel moet het ontgelden voor het incident dat gebeurde toen ze hem eerder al moest assisteren. Lies geeft een verjaardagsfeestje. Jo zou blijven slapen, maar gaat er, tot Lies’ grote spijt, stiekem vandoor. Bob wil een paar dagen naar Italië om Babs te bezoeken, maar hij mag niet van Luc. Als Luc op huwelijksreis gaat en Kathy hem vervangt, laat ze hem toch gaan. Luc is razend wanneer hij dit te weten komt. Dokter Ben De Man komt de dienst versterken. Hij krijgt meteen veel aandacht van Mel en Lies. Het AZ en het St.-Elisabethziekenhuis krijgen een helikopter om sneller bij patiënten te geraken. Mel en Ben hebben iets samen, maar zij is jaloers omdat hij ook nog veel met Lies omgaat. Ook Lies is smoorverliefd op Ben en laat zich verleiden tot een vrijpartij in de onderzoekskamer. Steven krijgt een woede-uitbarsting als Mel bloedstalen laat vallen. Kathy tikt hem op de vingers maar hij laat zich niet doen. Ze stuurt hem weg en ontfermt zich over Mel. Staf is niet langer welkom bij zijn moeder en moet dus ander onderdak zoeken. Na hun laatste ruzie vraagt Steven Mel om iets te gaan drinken. Ze worden verliefd en al snel volgt een eerste kus. Toch blijft Mel heel close met Ben, wat Lies jaloers maakt. Tijdens een aanvraag voor kerkasiel worden verschillende mensen vermoord. Babs komt vroeger terug dan verwacht. Bob is superblij, Ilse wat minder omdat ze nu moet uitkijken naar een andere job. Kathy ontmoet Brian terug. Ze zint op wraak omdat hij haar besmet heeft, maar als ze hem ermee confronteert blijkt dat hij dit zelf niet wist. Hij zegt haar niet langer meer te zullen lastigvallen. Bob is ongerust omdat Babs er nog steeds niet is. Luc heeft slecht nieuws gekregen: Babs is overleden bij een auto-ongeluk toen ze op weg was naar de luchthaven van Rome. Iedereen is verdrietig en Bob stort in. Kathy kan het goed vinden met buurtwerker Michel. Lies heeft een vermoeden dat ze niet de enige vrouw is in Ben’s leven. Ze krijgt gelijk, want niet veel later wordt ze afgewezen. De moeder van Staf wordt opgenomen in het ziekenhuis. Dit heeft invloed op Staf zijn werk, want hij is bang voor de gevolgen. Kathy panikeert als Michel aanstuurt op een bedrelatie. Mel neemt een paar dagen vrij om haar huis te verven. Steven gaat haar opzoeken met een bos bloemen en een huwelijksaanzoek. Ze moet er eerst enige tijd over nadenken, maar uiteindelijk zegt ze ja. Luc heeft de onderzoekskamer voor kinderen gesloten. Alle kinderen worden direct naar pediatrie doorgestuurd. Marijke is hier tegen en haalt Ilse en André Maenhout erbij. Luc blijkt de brief verkeerd getypt te hebben, waardoor er misverstanden waren. Bob heeft een goed gesprek met Vanessa over Babs’ dood en over hoe het nu verder moet. Kathy wil haar relatie met Michel stopzetten om haar geheim niet te hoeven opbiechten. Steven en Mel hebben het moeilijk om hun relatie geheim te houden voor de collega’s. Bij Vanessa begint er iets te dagen als ze elkaar bij voornaam noemen. Een Russische maffiabaas is neergeschoten en wordt binnengebracht op de spoedafdeling. De Russen gijzelen de afdeling, houden iedereen onder schot en sluiten alle communicatiekanalen af. Kathy moet de man opereren. Als Luc aankomt op de afdeling wordt hij uit de lift getrokken en bevelen ze hem om ook mee te helpen met de operatie. Iedereen moet wachten tot de operatie voorbij is, maar Mel en Staf laten het zover niet komen. Ze vluchten via de aircobuis. Ze worden ontdekt en Staf wordt in zijn knie geschoten. Mel kan echter verdergaan en de politie verwittigen. Bij de inval van het arrestatieteam krijgt Vanessa enkele lichte schotwonden. De Chinese griep breekt uit.

### Seizoensfinale
Luc en Kathy opereren Vanessa. Alles gaat gelukkig goed met haar. Ondertussen moet Ilse Staf het slechte nieuws brengen dat zijn knieschijf volledig verbrijzeld is en dat hij invalide is voor de rest van zijn leven. Lies voelt de grond onder zich wegzakken als Ben vertelt dat hij trouwplannen heeft met dokter Leen Passchierssens van Heelkunde. De Chinese griep is nog steeds niet over. Het hele team is al een week non-stop bezig en dat laat zich merken. Er zijn conflicten, iedereen is moe, er zijn bedden te kort en de medicijnvoorraad raakt uitgeput. Vanessa voelt zich weer goed en wil terug werken. Door de omstandigheden laat Luc haar doen, maar hij had dit beter niet toegelaten. Ze verzwakt terug en bezwijkt uiteindelijk aan haar verwondingen. Hofkens en Ben vertonen ook symptomen van de Chinese griep, al wil Hofkens zich niet laten kennen. Ben gaat even uitrusten in de residentenkamer. Wat later vindt Lies hem daar op de grond. Hij wordt naar de onderzoekskamer gebracht maar krijgt daar een hartstilstand. Luc en Hofkens proberen hem nog te reanimeren, maar het mag niet meer baten: na Vanessa sterft ook Ben aan de Chinese griep. De verslagenheid is groot in het spoedteam.